# 沈璟
沈璟（1553年—1610年），字伯英，號寧菴，晚號聃和、詞隱先生，直隸蘇州府吳江縣（今江蘇省吳江市）人，軍籍，明朝政治人物、散曲作家。

## 生平
萬曆二年（1574年）甲戌科會試第三名，殿試登二甲第五名進士。
授任兵部主事，改礼部，升吏部稽勋司、验封司员外郎。十四年（1586年）二月因請求給王恭妃封號，忤旨，降三级为行人司司正，十六年八月陞光祿寺丞，充任順天鄉試同考官，因科場舞弊案受人攻訐，中年即告病歸里，家居三十年，專注于戏曲创作。天啓二年贈光禄寺少卿。

## 著作
沈璟持論甚高，守律甚嚴，但才氣不足，故作品少有佳作。其《南九宮十三調曲譜》（即《南曲全谱》）及《南詞韻選》兩書問世之後，南曲開始走上格律之途，一時研究曲律之風大盛，如王驥德《曲律》、呂天成《曲品》，均為曲學要點。
著有傳奇17種，總稱“屬玉堂傳奇”，現存7種，分別為《紅蕖記》《雙魚記》《桃符記》《一種情》（即《墜釵記》）、《埋劍記》《義俠記》和《博笑記》。

## 家族
曾祖父沈漢，曾任戶科左給事中 贈太常寺少卿；祖父沈嘉謀，曾任上林苑監署丞；父沈侃，曾任監生。母卜氏。重庆下。弟沈瓒、沈璨。有弟沈瓚。

## 影響
嘉靖年間，魏良輔改良崑腔，梁辰魚、沈璟為之推波助瀾，於是南曲大盛，北曲衰亡。而梁辰魚、沈璟南曲又多以參詞法為之，對明代後期曲壇，影響極大。
后来有些戏曲作家在音律上拥护他的主张，模仿他的风格，被称为“吴江派”。
沈璟是明清时期吴江沈氏文学家族的核心人物，后继者有从子沈自晋、沈自徵。